# Lobbersjösuvvene (Hotagens socken, Jämtland, 712582-142897)
Lobbersjösuvvene är en sjö i Krokoms kommun i Jämtland och ingår i Ångermanälvens huvudavrinningsområde. Sjön har en area på 0,128 kvadratkilometer och ligger 748,5 meter över havet. Lobbersjösuvvene ligger i Gråberget-Hotagsfjällen Natura 2000-område. Sjön avvattnas av vattendraget Lobbersjöån.

## Delavrinningsområde
Lobbersjösuvvene ingår i det delavrinningsområde (712490-142705) som SMHI kallar för Utloppet av Lobbersjösuvvene. Medelhöjden är 809 meter över havet och ytan är 6,26 kvadratkilometer. Räknas de 7 avrinningsområdena uppströms in blir den ackumulerade arean 33,77 kvadratkilometer. Lobbersjöån som avvattnar avrinningsområdet har biflödesordning 4, vilket innebär att vattnet flödar genom totalt 4 vattendrag innan det når havet efter 324 kilometer. Avrinningsområdet består mestadels av skog (30 procent) och kalfjäll (67 procent). Avrinningsområdet har 0,13 kvadratkilometer vattenytor vilket ger det en sjöprocent på 2 procent.